# Vojskova (vattendrag i Bosnien och Hercegovina)
Vojskova är ett vattendrag i Bosnien och Hercegovina. Det ligger i den nordvästra delen av landet, 200 km nordväst om huvudstaden Sarajevo.
Omgivningarna runt Vojskova är en mosaik av jordbruksmark och naturlig växtlighet. Runt Vojskova är det ganska tätbefolkat, med 67 invånare per kvadratkilometer.